# Janusaurus
Janusaurus is een geslacht van uitgestorven ophthalmosauride ichthyosauriërs uit de Slottsmøya-afzetting van de Agardhfjellet-formatie uit het Laat-Jura van centraal Spitsbergen. 

## Naamgeving
In 2014 werd de typesoort Janusaurus lundi benoemd door Aubrey Jane Roberts, Patrick Scott Druckenmiller, Glenn-Peter Sætre en Jørn Harald Hurum. De geslachtsnaam verwijst naar de berg Janusfjellet, op de noordelijke helling waarvan het fossiel in 2010 werd aangetroffen. De soortaanduiding eert Bjørn Lund, een technicus die de opgravingen assisteerde.

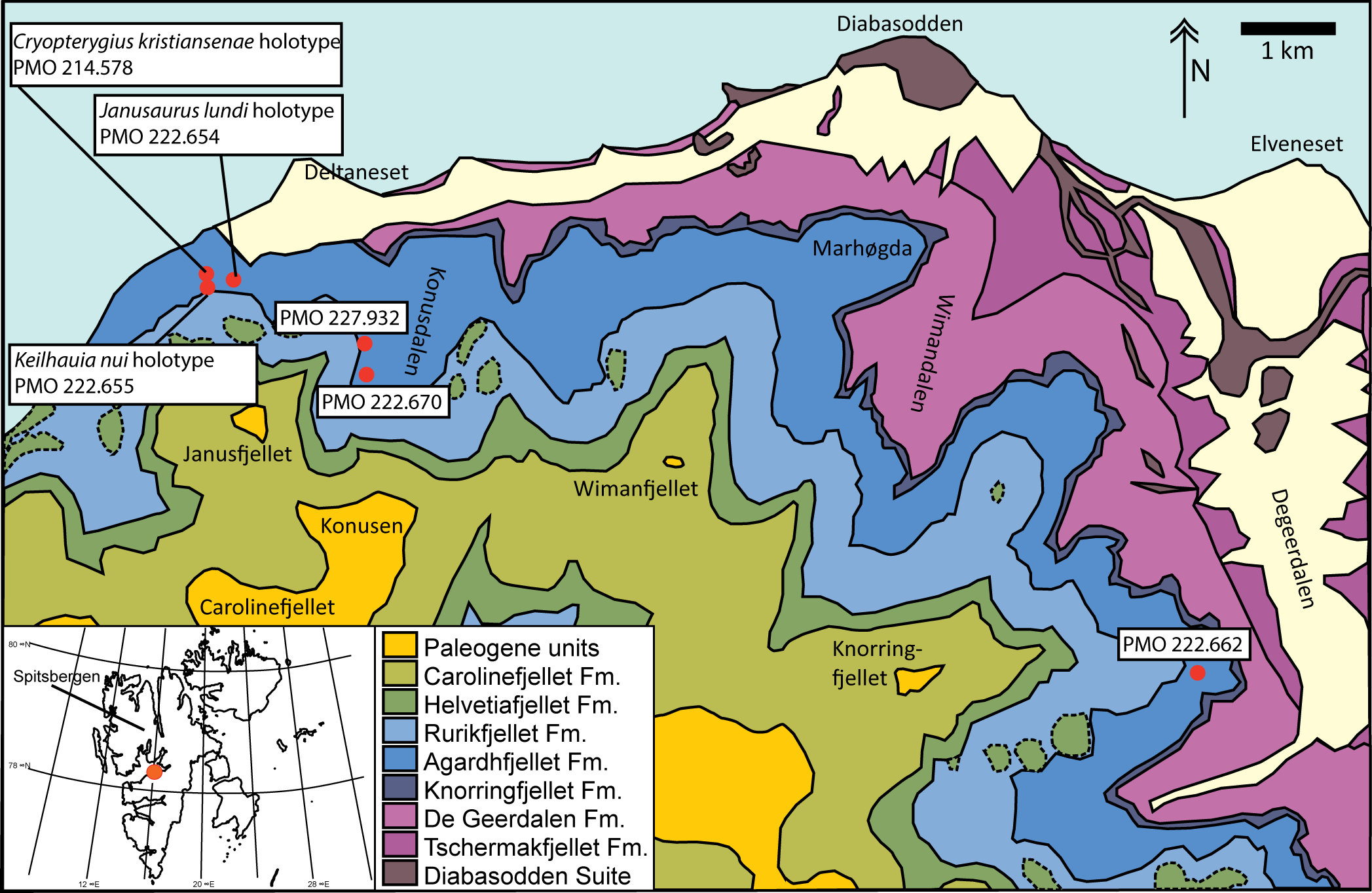
De vondstlocatie

Het holotype PMO 222.654 bestaat uit een gedeeltelijke schedel met onderkaken, wervels van de nek, romp en staart, de schoudergordel, de linkerflipper, het rechteropperarmbeen, delen van het bekken en beide dijbeenderen. De fossielen zijn door de permafrost waarin ze zijn gevonden extreem gefragmenteerd in millimeters brede splinters. Het betreft een volwassen exemplaar.
In 2019 werd Janusaurus door Nikolay Zverkov en Natalya Prilepskaya als een synoniem van Arthropterygius beschouwd; hoewel gehandhaafd als een aparte soort. Later dat jaar hebben Lene Delsett en collega's bezwaar gemaakt tegen deze synonymie, zij stelden dat ze voldoende verschillend waren om aparte geslachten te kunnen rechtvaardigen. Daarvoor bestaan overigens geen objectieve criteria dus men kan net zo goed aparte geslachten handhaven.

## Beschrijving
Janusaurus heeft een geschatte lengte van drie à vier meter.

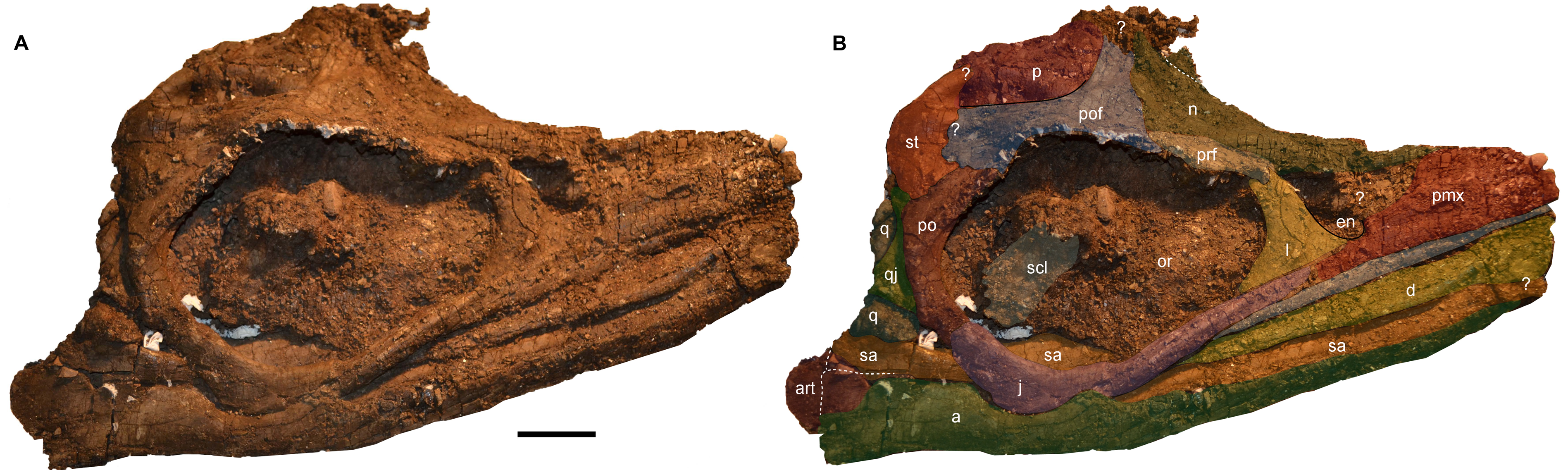
De schedel van het holotype

De beschrijvers wisten enkele onderscheidende kenmerken vast te stellen. Sommige daarvan zijn autapomorfieën, unieke afgeleide eigenschappen. De schacht van de stijgbeugel of stapes, een gehoorbeentje, is extreem lichtgebouwd en ingesnoerd. In de onderkaak maakt het angulare contact met het articulare. De interclavicula heeft een interclaviculaire trog en wordt aan de onderzijde doorboord door een foramen. De lengte van het schouderblad is sterk gereduceerd in verhouding tot de lengte van het ravenbeksbeen. Het darmbeen heeft een voorblad dat naar voren en boven gericht is.
Daarnaast is er een unieke combinatie van op zich niet unieke kenmerken. Het bovenkaaksbeen is uitgebreid zichtbaar op de buitenwand van de schedel. Het traanbeen draagt bij aan de achterrand van het neusgat. De bovenste achterste tak van het jukbeen vormt de helft van de achterrand van de oogkas. De beenbalk van het postorbitale is smal. Een squamosum ontbreekt. Het basioccipitale heeft een gereduceerd facet voor het contact met het opisthoticum. Het gebit is zeer lichtgebouwd. Het opperarmbeen heeft drie distale facetten in plaats van twee. De ellepijp is het grootste element van de onderarm (die de vorm heeft van reeksen beenschijfjes). Het zitbeen is volledig met het schaambeen vergroeid tot een ischiopubis welke een foramen obturatum mist. Het dijbeen heeft twee distale facetten in plaats van drie.

## Fylogenie
Janusaurus is in de Ophthalmosauridae geplaatst, in een afgeleide positie in een 'kam' met Palvennia en Cryopterygius.